# الاحتلال الروسي لبيروت

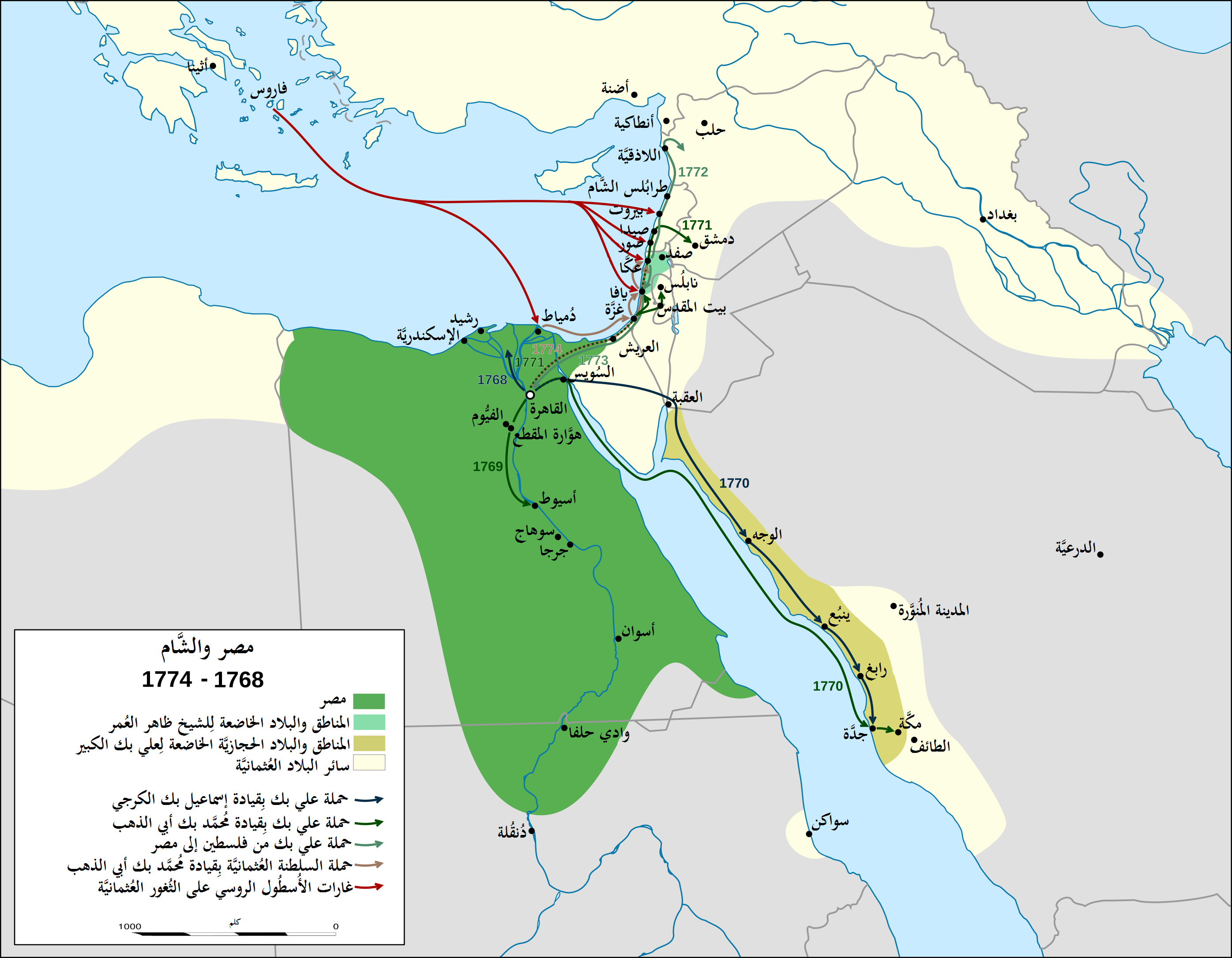
مناطق نفوذ علي بك وحليفه ظاهر والتحركات الروسية.

الاحتلال الروسي لبيروت يتمثل في بعثتين عسكريتين منفصلتين تابعتين للبحرية الإمبراطورية الروسية، البعثة الأولى كانت في يونيو 1772 والثانية كانت في أكتوبر 1773 حتى أوائل العام التالي. كانت البعثة جزءًا من حملة الشام خلال الحرب الروسية التركية (1768–1774). وكان الهدف الروسي هو مساعدة القوات المحلية بقيادة حاكم مصر علي بك الكبير الذي كان في تمرد مفتوح ضد الدولة العثمانية.
استغل علي بك الكبير انشغال العثمانيين مع روسيا وأعلن استقلال مصر في عام 1771 وأرسل جيشاً بقيادة محمد باي أبو الدهب لاحتلال الأراضي العثمانية في بلاد الشام. ولكن على غير المتوقع رجع أبو الدهب لتحدي علي من أجل السيطرة على حكم مصر. طلب علي مساعدة عسكرية من روسيا ضد أعدائه وضد العثمانيين. عندما وصلت المساعدة العسكرية متمثلة في سرب بحري كان علي بك قد فر بالفعل من مصر ولجأ إلى عكا قاعدة نفوذ حليفه ظاهر العمر. بعد المساعدة في صد الهجوم العثماني على مدينة صيدا، أبحر السرب الروسي إلى بيروت وقصفوا البلدة في يونيو 1772 واحتلوها من 23 يونيو إلى 28.
طلب علي -الذي أصبح حليفًا للإمبراطورية الروسية- المزيد من المساعدات من حليفه الأوروبي الجديد، من أجل استعادة حكم مصر من أبو الدهب. لكن الروس كانوا قد دخلوا في هدنة مع العثمانيين مما حد من انخراطهم في المنطقة. لكنهم وعدوا علي بأسطول كبير. لم يصبر علي واتجه بجيش صغير إلى مصر وهُزم بالقرب من القاهرة وتم وسُجن وتوفي بعد بضعة أيام. وصل الأسطول الروسي في يونيو 1773، وعندما علم قائد السرب بمصير علي تحالف مع ظاهر العمر والقائد الدرزي يوسف الشهابي. وافق الأخير على التحالف مع الروس مقابل تحرير بيروت من أحمد باشا الجزار. بدأ القصف في يوم 2 أغسطس واستسلم الجزار بعد ذلك بشهرين.
يدور الجدل حول أهمية الحادثتين وبالرغم من قصر مدة الاحتلال إلا أنها كانت المرة الأولى منذ أكثر من 250 سنة التي حُكمت فيها بيروت بقوة غير العثمانيين. كما كانت المناسبة الأولى التي فرض فيها الحكم الروسي على مدينة عربية.

## الخلفية التاريخية

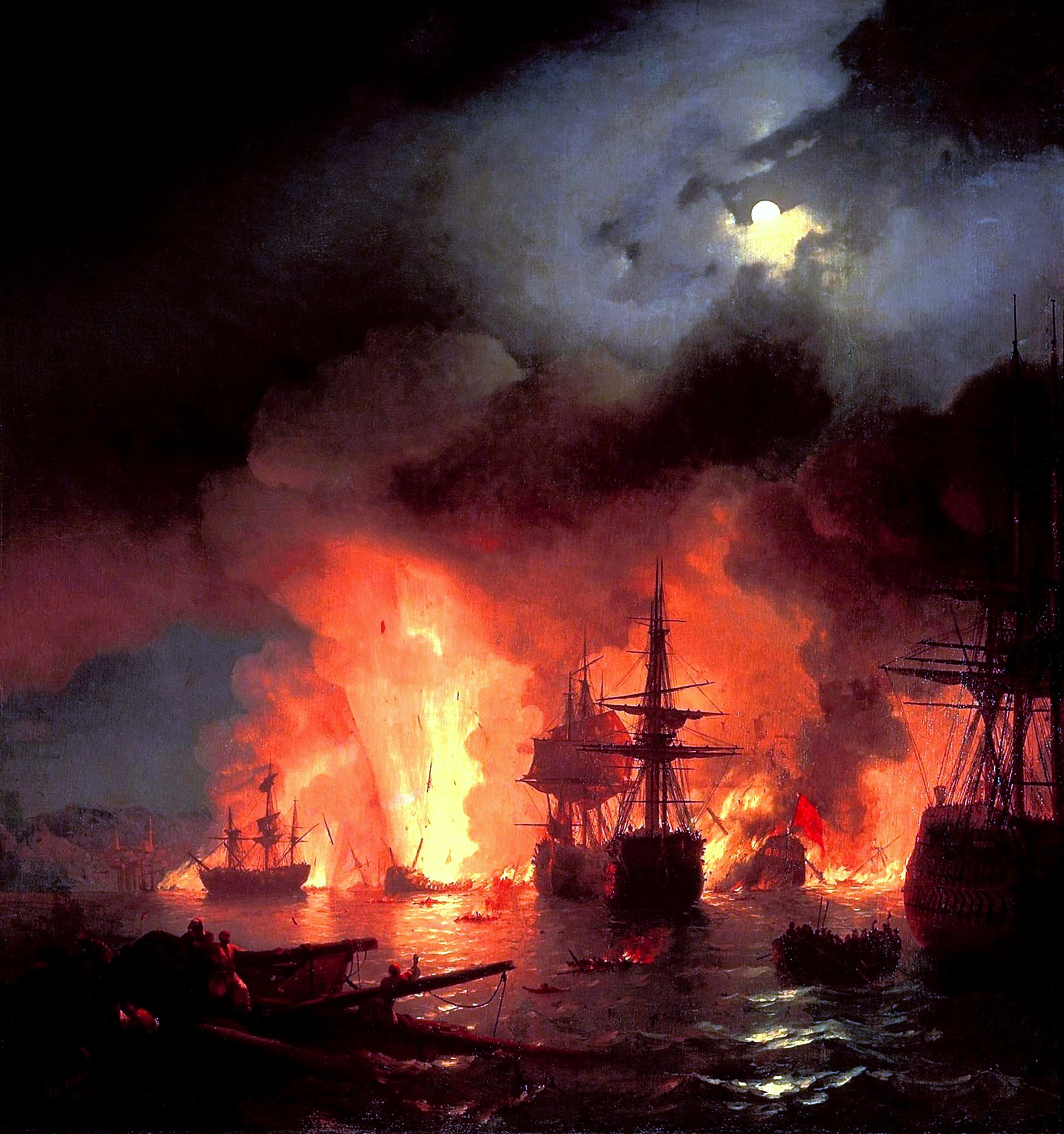
معركة سيسمي في الليل لإيفان إيفازوفسكي (1848)

شجع ضغط النمسا وروسيا على الحدود الشمالية العثمانية منذ بداية القرن الثامن عشر العصيان بين المحافظين المحليين في المحافظات العربية اللامركزية إلى حد كبير في سوريا العثمانية. في عام 1768، بينما كانت الإمبراطورية الروسية تقوم بقمع الانتفاضة البولندية بالقرب من الحدود العثمانية، طاردت مجموعة من القوزاق بعض المتمردين عبر الحدود وقيل إنها ارتكبت مذبحة في بلدة بالتا. رد السلطان في النهاية بإعلان الحرب على روسيا. لقد طلبت مساعدة عسكرية من علي بك إلى المماليك؛ الذي كان أقوى مسؤول في مصر العثمانية في ذلك الوقت. لاحظ علي عن كثب مجرى الحرب، حيث أرسل 3000 جندي مطلوبين لمساعدة بورت سامية في عام 1769. ومع ذلك، في أوائل العام التالي، أعلنت استقلال مصر، وذلك أساسًا استجابة للحرب مع روسيا. في وقت لاحق أقام تحالفًا مع ظاهر العمر، حاكم عربي ثري في شمال فلسطين. تبادل علي وزاهر أرضية مشتركة في معارضتهما للأصولية الإسلامية، وسياسات السلطان الانعزالية تجاه أوروبا، وفرض الشخصيات العثمانية على محاكمهم.
في الوقت نفسه، وضعت تسارينا كاثرين الكبرى التي تفتقر إلى الأسطول الروسي المنظم في البحر الأسود، خططًا مع الكونت أليكسي غريغوريفيتش أورلوف لفصل عدد كبير من السفن من أسطول البلطيق ونشرها في البحر الأبيض المتوسط. كانت روسيا تأمل في أن تهاجم المضيق التركي من الخلف، وأن يثير وجودها البحري في بحر إيجة تمردًا يونانيًا. أبحر هذا الأسطول المتوسطي المنشأ حديثًا والذي يرأسه أورلوف بقيادة الأدميرال غريغوري سبيريدوف، من كوبنهاغن في 23 سبتمبر 1769. بحلول الأول من مارس عام 1770، تم تثبيت أول مفرزة قبالة جنوب موريا، حيث اندلعت ثورة أورلوف. أعقب ذلك التفجيرات وهبوط القوات في مواقع مختلفة في المنطقة خلال الأشهر المقبلة. في 7 يوليو، تم سحق أسطول تركي في معركة تشيسما التي شلت البحرية العثمانية وأعطت الروس قيادة بحرية للبحر الأبيض المتوسط لما تبقى من الحرب. تراجعت السفن التركية التي نجت إلى الدردنيل. اقترح الأدميرال جون إلفينستون هجومًا مباشرًا على القسطنطينية، ولكن بدلاً من ذلك أقنعه أورلوف بحصار المضيق مع سربه، في حين أن بقية الأسطول شن هجومًا في شمال إيجة.
وقد وصفت السجلات الروسية المسلمين على أنها الهاجريون منذ القرن الخامس عشر. هذا هو مصطلح تحقير يشير إلى أنهم كانوا أحفاد هاجر التوراتية الذين تم نفيهم إلى صحراء سيناء. كانت المحكمة الروسية على علم باستقلال تونس العثمانية والجزائر وتريبوليتانيا في القرن الثامن عشر. على الرغم من تصورها السلبي للمسلمين، لم تتردد كاثرين في التعامل معهم كحلفاء محتملين. في 15 يوليو 1769، أمرت سبيريدوف بتجنب مهاجمة السفن التابعة للولايات المذكورة أعلاه ما لم يتم استفزازها، ودفعته لمحاولة تحويل الولايات البربرية ضد أفرستهم العثمانية. لم تتحقق خطط كاثرين حيث قاتلت تونس والجزائر إلى جانب العثمانيين، بينما لم تحقق مراسلات علي باشا في طرابلس مع أورلوف أي نتائج مهمة.
في أواخر عام 1770، أرسل علي بك جيشًا قوامه 40 ألف جندي بقيادة الجنرال الموثوق به محمد بك أبو الذهب، إلى فلسطين حيث انضم إلى قوات جيش ظاهر في ربيع عام 1771 واستمر في احتلال عدة مدن في بلاد الشام. ومع ذلك، بعد وقت قصير من سقوط دمشق في أوائل يونيو، تمكن العملاء العثمانيين من إقناع أبو الذهب بالانعكاس على علي بك، ووعد بتعيينه حاكماً لمصر بدلاً من سيادته. تراجع أبو الذهب مع جيشه، وأصبح متورطا في صراع على السلطة ضد سيده السابق على السيطرة على مصر. ظاهر من جانبه، أصبح معزولًا في مشيخته واضطر إلى مواجهة الهجوم العثماني المحتوم من تلقاء نفسه. كان علي بك مقتنعًا بعد ذلك أنه قادر على عكس نكساته الأخيرة من خلال تحالف مع روسيا. في الثاني من ديسمبر عام 1771، أرسل مبعوثًا أرمنيًا يدعى يعقوب للقاء أورلوف في مقر أسطول البحر المتوسط في جزيرة باروس في بحر إيجة، حيث عرض على روسيا تحالفًا.
تم قبول العرض لاحقًا من قِبل القيصر، لكن معرفتها بالتحالف المقترح جاءت بعد أن لم يعد علي بك يحكم مصر. كان قد اضطر لمغادرة البلاد وطلب اللجوء مع حليفه ظاهر عندما كانت المواجهة بينه وأخيرًا تصاعد أبو الذهب إلى مواجهات مسلحة. جاهل برحلة علي وعلي أوامر من أورلوف بالاتصال به، وهي مفرزة يقودها الجنرال أدجوت ريزو -وهو يوناني- أبحرت إلى دمياط لكنها سرعان ما غادرت الميناء بعد معرفة مصيره. ثم قام السرب بالبحث عنه على طول الساحل الفلسطيني ووجده في نهاية المطاف في عكا في 3 يونيو. أرسل ريزو في وقت لاحق مفرزة إلى الشمال، والتي اعترضت فرقاطة عثمانية من بيروت بالقرب من صور. وفي الوقت نفسه، في صيدا كان جيش زاهر الصغير الذي يبلغ قوامه 6000 فرد محاصراً من قبل قوة عثمانية قوامها 30.000 شخص تضمنت وحدات درزية. انضمت سفن ريزو إلى الحامية بقصف المهاجمين العثمانيين الذين انسحبوا بعد ذلك بوقت قصير.

## الاحتلال الأول
قرر الائتلاف الذي تم تشكيله حديثًا؛ والذي يرغب في استغلال النكسة العثمانية في صيدا، إرسال السرب الروسي إلى مدينة بيروت الساحلية الصغيرة، التي كان يسيطر عليها الدروز في ذلك الوقت. وفقًا للباحث وليام بيرسن، كان الهدف من هذه الحملة هو إشغال الدروز ومعاقبتهم على وقوفهم مع بورت. سوف الحصار ميناء بهم تحقيق هذا. كانت بيروت أيضًا الميناء الوحيد في المنطقة الذي ظل حتى الآن تحت الحكم العثماني.

## الملاحظات
1. ↑  يتم تهجئة Çeşme أحيانًا "Chesma" أو "Chesme".

## وصلات خارجية
- Davie, Michael F.; Frumin, Mitia (2007). "Late 18th century Russian Navy maps and the first 3D visualization of the walled city of Beirut" (PDF). E-Perimetron. ج. 2 ع. 2: 52–65. مؤرشف من الأصل (PDF) في 2019-02-14.{{استشهاد بدورية محكمة}}:  صيانة الاستشهاد: أسماء متعددة: قائمة المؤلفين (link)